# Alexandru Pelimon
Alexandru Pelimon (cu pseudonimul Palemon) (n. 1822 - d. 27 iulie 1881, Novaci, județul Gorj) a fost un traducător, scriitor și poet care a promovat prin poeziile sale ideile progresiste ale Revoluției de la 1848. A zugrăvit în lucrările sale cu mult realism timpurile în care a trăit și a descris frumusețile peisajului românesc. A scris și publicat unul dintre primele romane românești, în 1853, Hoții și Hagiul. 

## Biografie
Al patrulea copil al unei familii din Novaci, Pelimon s-a stabilit de tânăr în București. A ocupat mai multe funcții administrative modeste, precum secretar al Comisiei documentelor mănăstirești, procuror la Consistoriul eparhiei Buzău (coleg cu Nicolae Filimon, sub conducerea lui Cezar Boliac), subșef la secția istorică a Arhivelor Statului din București. Deși nu a avut prea multă școală, Pelimon a reușit să suplinească lipsa instrucției prin autoeducare, fiind o persoană autodidactă. A avut și o activitate gazetărească, a colaborat la „Vestitorul românesc” (1845), „Pruncul român” (1848), „Românul” (1858), „Reforma” (1859).

## Activitate literară
Deși critici literari precum George Călinescu nu au acordat prea multă atenție operei sale poetice, Călinescu, bunăoară, numindu-l evocator în versuri de timpuri eroice,  Alexandru Pelimon a scris și poezie. Debutează ca poet în anul 1848, prin volumul Poezii fugitive. În anii ce au urmat a publicat o serie de scrieri, unele de poezie lirică și epică, impresii de călătorie, nuvele, romane, melodrame, vodeviluri. Așa cum a exprimat chiar el, Pelimon considera literatura un mod bun de a face educație patriotică, de aici și textele sale în care a militat pentru idealurile pașoptiste și postpașoptiste. În general versurile sale au avut ca sursă de inspirație istoria României, iar ca gen a abordat poemul epic, cu precădere în ciclul eroic: Traian în Dacia (1860), Vestita bătălie de la Călugăreni (1848), Tudor Vladimirescu. Mișcarea de la 1821 (1862). Apoi Zestrea Suzetei. Cântarea clopotului : Poesie (1872), Juramentul ținutu. Don Martin de Freytas. Corespondență patriotică (1876). Un alt ciclu de lucrări, Oștenii români (1877-1878), în care poate fi observată influența lui Vasile Alecsandri, are aceeași sursă de inspirație, istoria țării. 
Printre lucrările scrise de Pelimon se află și câteva romane: Hoții și Hagiul (1853), Jidovul cămătar. Moldova și Bucovina (1863), Un funcționar sinucis. Fratele și sora (1873), lucrări de tip foiletonistic în care este supralicitat senzaționalismul și sentimentalismul. Din literatura dramatică a lui Pelimon pot fi menționate piesele de teatru: Fiul mazâlului (1851), Actrița din Moldova (1852), Curtea lui Vasile Vodă (1852), Păcală și tândală. Și-a găsit tingirea copac (1854).
Din aceleași aspirații patriotice, în câteva scrieri a abordat și genul romanului istoric, lucrări în care a combinat ficțiunea cu unele informații istorice. De multe ori aspectele istorice s-au dovedit a fi false, strecurate intenționat sau nu de către Alexandru Pelimon. Din această categorie de lucrări pot fi amintite: Bucur, istoria fundării Bucureștilor (1858), scriere în care autorul își exprimă ideile unioniste, Matei Vodă la mănăstirea Sadova (1870), Catostrofa întâmplată boiărilor în muntele Găvanul - 1821 (1864), în care își manifestă simpatia față de Tudor Vladimirescu și față de mișcarea pașoptistă.
Împătimit al călătoriilor lungi prin țară, în special al drumețiilor, Pelimon a bătut Țara Românească în lung și-n lat. Scopul acestor călătorii prin Oltenia și Muntenia era unul de documentare, pentru a putea evoca în scris spiritul românesc și trecut glorios apus. Mărturie a acestor gânduri și intenții au rămas scrierile Flori de Moldo-România (1864), Impresiuni de călătorie în România (1858), Memoriu. Descrierea s. monastiri (1861).
În bogata sa activitate literară, Pelimon s-a aplecat și asupra traducerilor. Chiar dacă traducerile sale nu sunt tocmai reușite și frecvent nu respectă spiritul operei originale, merită menționați câțiva autori pe care s-a străduit să-i prezinte publicului român: Schiller, Lamartine, Mickiewicz, Bernardin de Saint-Pierre, Alexandre Dumas.
George Călinescu l-a numit evocator în versuri de timpuri eroice.

## Alte articole:
Corneliu LUPEȘ. Alexandru Pelimon: Un pionier al Istoriografiei bucureștene. În: Țara Bârsei, p. 49-52.